# Amaranthus delilei
Amaranthus delilei är en amarantväxtart som beskrevs av Hermann Eberhard Friedrich Richter och Henri Loret. Amaranthus delilei ingår i släktet amaranter, och familjen amarantväxter. Inga underarter finns listade i Catalogue of Life.